# 마북로
마북로는 경기도 용인시 기흥구에 있는 2.4km의 도로이다. 도로명은 마북동에서 유래하였다.

## 노선
| 이름         | 접속 노선                   | 소재지 | 소재지 | 비고 |
| ------------ | --------------------------- | ------ | ------ | ---- |
| (이름 없음)  | 석성로                      | 용인시 | 기흥구 |      |
| 마북교사거리 | 구성로                      | 용인시 | 기흥구 |      |
| (이름 없음)  | 구성로59번길 구성로63번길   | 용인시 | 기흥구 |      |
| (이름 없음)  | 구교동로118번길             | 용인시 | 기흥구 |      |
| 한성CC사거리 | 구교동로 마북로154번길      | 용인시 | 기흥구 |      |
| 마북IC       | 동백죽전대로                | 용인시 | 기흥구 |      |
| 마북로터리   | 마북로246번길 마북로247번길 | 용인시 | 기흥구 |      |

## 같이 보기
- 마북동